# Ошиканго
Ошиканго (на английски: Oshikango) е малко градче в Регион Охангвена, северна Намибия, в близост до границата с Ангола.

## Транспорт
В средата на 2005 г. започва втория етап на строежа на северното продължение на Транс Намиб, отсечката Ошиканго – Ошивело. В средата на следващата година линията достига до Ондангва, като завършената отсечка бива открита официално от правителството. Влакът наречен с името Onghulumbase днес пътува по четири пъти седмично до Виндхук и обратно.

## Живот
Избирателен окръг Ошиканго включва множество села. Подобно на Охангвена и Ошиканго е развит бизнес център в района. Селяните се прехранват от растениевъдство като понасят рисковете на сушата. Най-известното село е Оканхуди, родното място на Хификепуне Похамба, настоящия президент на Намибия.
Икономически града е активен. Съществува проект за създаване на голям град с името Хелао Нафиди (Helao Nafidi Town). Този град ще трябва да обедини много села. Плановете са да бъдат построени казино, плувен басейн, клуб, център за забавления, търговски център и множество модерни сгради.

### ХИВ
Проституцията е широко разпространена в града и много хора се прехранват от нея. В резултат на това броят на заболелите от ХИВ/СПИН в Ошиканго е най-голям в Регион Охангвена.